# Spilomela perspicata
Spilomela perspicata is een vlinder uit de familie van de grasmotten (Crambidae). De wetenschappelijke naam van de soort is voor het eerst gepubliceerd in 1787 door Johan Christian Fabricius.
De soort komt voor in Costa Rica, Panama, Venezuela, Frans-Guyana, Suriname, Ecuador en Peru.